# Walserberg (Österreich)
Walserberg ist ein Ort im Salzburger Becken in Salzburg und
Ortschaft der Gemeinde Wals-Siezenheim im Bezirk Salzburg-Umgebung. Er liegt am Fuße und auf einer leichten Anhöhe, dem Walserberg, der die Grenze zu Bayern bildet.

## Geographie
Das Dorf liegt 7½ Kilometer westlich des Stadtzentrums Salzburg und etwa genauso weit nordöstlich von Bad Reichenhall, etwa 1½ Kilometer südöstlich des Gemeindehauptortes Wals.
Der Ort in der Katastralgemeinde Gois umfasst knapp 200 Adressen, davon die Hälfte im Siedlungsgebiet am Fuß und der Rest am Anstieg zum Einzelgebäude und Gehöft Tannerberger.
Der Walserberg (483 m ü. A.) erstreckt sich von Käferheim im Norden bis Schwarzbach im Süden entlang des rechten Ufers der Saalach, erhebt sich aber als niedriger Hügelzug nur 40 Höhenmeter über die Ebenen des Salzburger Beckens (um 440 m bei Wals). Er bildet einen letzten Ausläufer des bewaldeten Nordfußes des Untersbergs, der das ganze Gebiet zwischen Grödig und Großgmain einnimmt, sich im Högl (827 m) jenseits der Saalach bei Piding bis Teisendorf fortsetzt und so den Raum Marzoll–Piding begrenzt, ein kleines Zwischenbecken am Fuße des Hochstaufen zwischen Salzburger und Reichenhaller Becken.
Nachbarortschaften und -orte
| Käferheim                                                |                                             | Wals |
| Schwarzbach (Gem. Bad Reichenhall, Lkr. Bgd.Ld., BY, DE) | Kompassrose, die auf Nachbargemeinden zeigt | Gois |
| Marzoll (Gem. Bad Reichenhall, Lkr. Bgd.Ld., BY, DE)     |                                             | ∗    |

∗ mit den Walser Wiesen unbesiedeltes Moorland

## Geologie
Der ganze Untersberg-Nordfuß
gehört zu den Gosauer Schichten der Nördlichen Kalkalpen, Kalksandsteine und Sandsteine des Obereozän, 40–33 Millionen Jahre (mya) (Obere Gosau-Subgruppe) alt, die hier ostseitig von Salzachgletscher freigestellt sind (südlich am Wartberg bis zum Großgmainberg bei Fürstenbrunn), westseitig von Grundmoräne des Gletschers im Saalachtal überlagert. Der Nordsporn des Walserbergs (an der Saalleiten) hingegen gehört zu einer Cenoman-Randschuppe (Wende Unter-/Oberkreide, Albium bis Turonium 100–90 mya), die sich westlich der Saalach fortsetzt. Danach folgt rhenodanubischer Flysch, sodass der Walserberg direkt die Nordgrenze der Kalkalpen markiert. Die Ostseite bildet eine Formation mäßig harter, oft grünlichgrauer, feinschichtiger Sandsteinbänke, mit grauen, grüngrauen, teils schwarzen und besonders im südlichen Teil auch ziegelroten Mergelschiefern, die zu Rutschungen neigt und wohl ebenfalls noch dem Gosau zuzurechnen ist.
Die Störung, die die Kalkalpengrenze markiert, läuft Hochkalter-Nordfuß – Hammerau bei Ainring und Walserberg (beiderseits des) – Mönchsberg – Gnigl – Guggenthal.
Die Mooswiesen nördlich kleinem Walserberg und zum Wartberg hin, örtlich als Walser Wiesen bezeichnet, sind typische Eiszeitreste.

## Geschichte und Verkehr

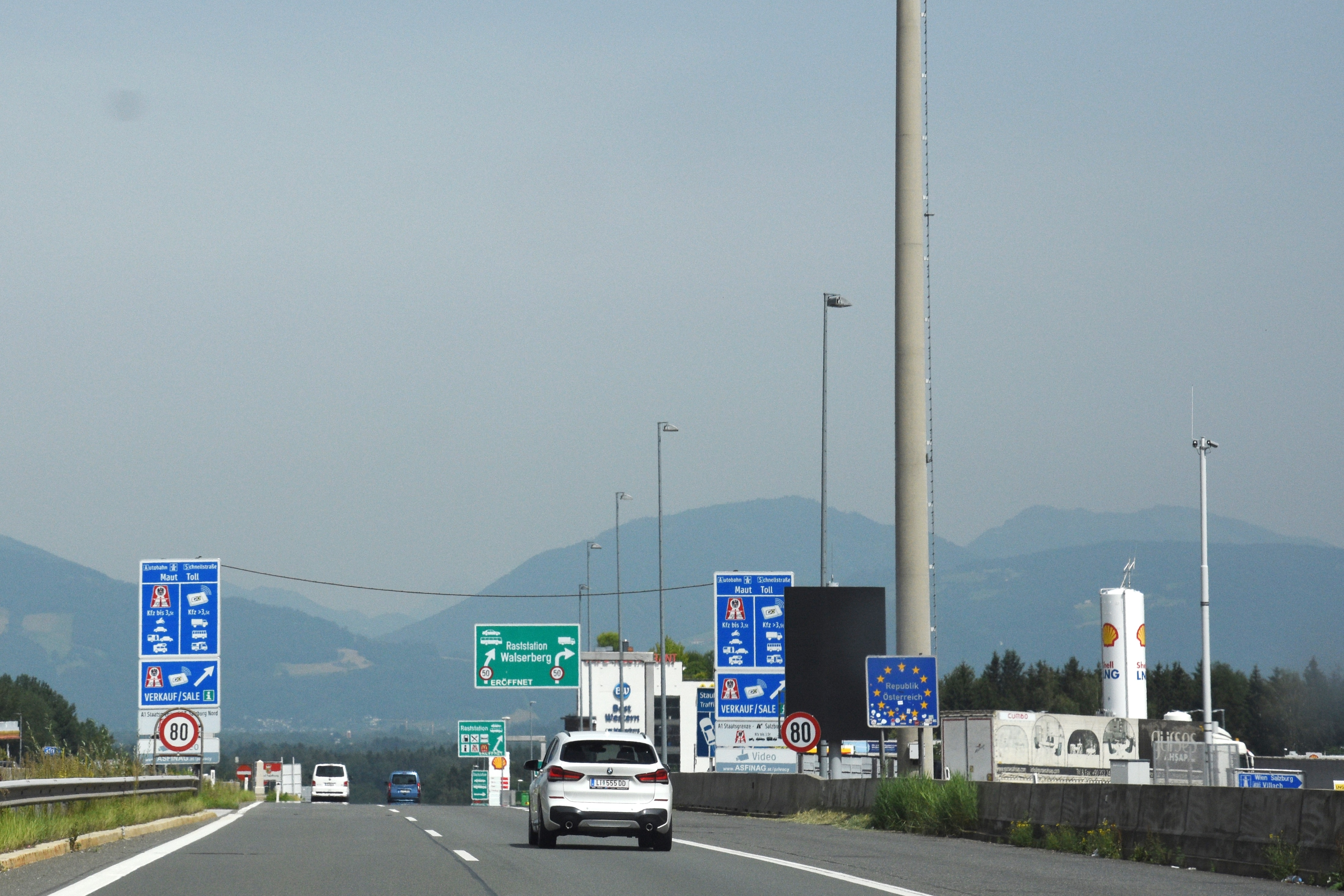
Deutsch-österreichische Grenze am Autobahngrenzübergang „Großer Walserberg“ (2024)

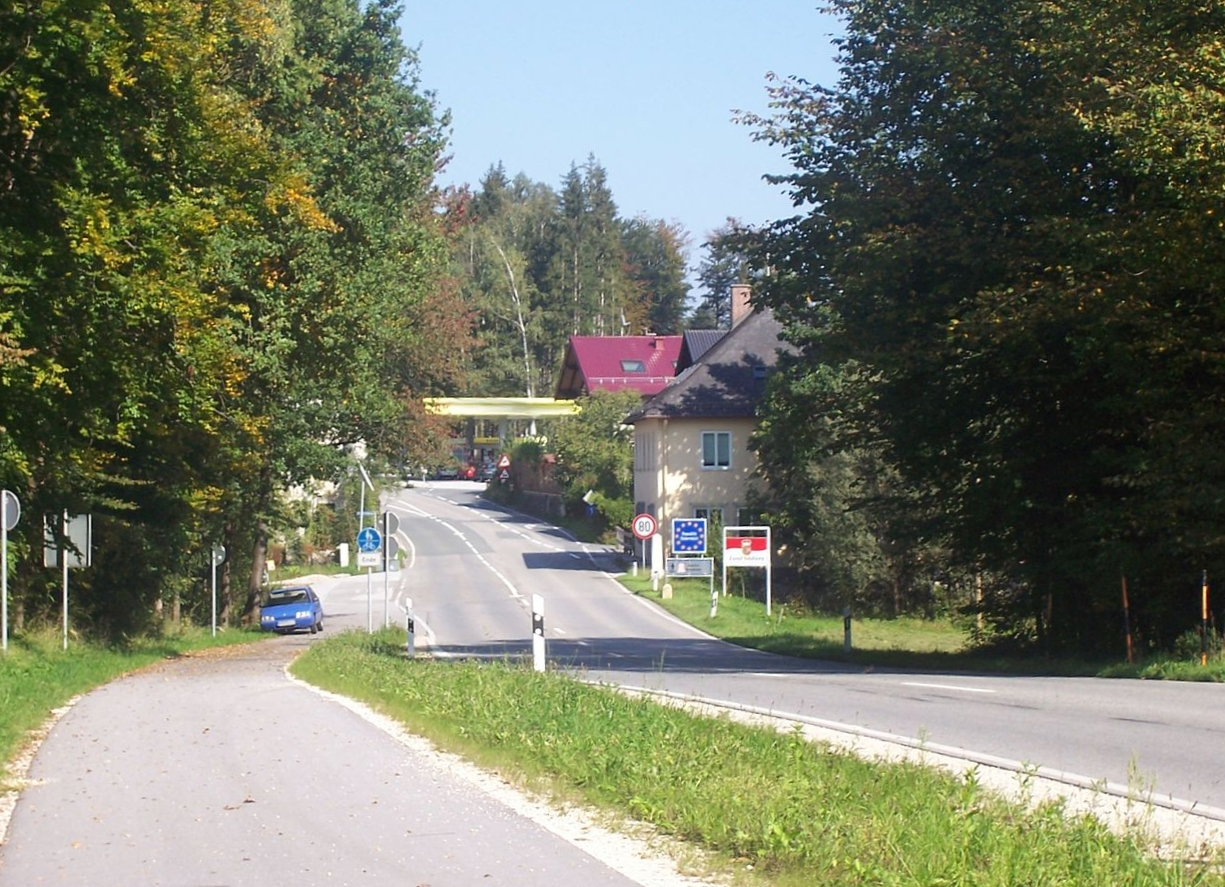
Österreichisch-deutsche Grenze am „Kleinen Walserberg“ (2007)

Der Ort ist Namensgeber der beiden ehemaligen deutschen und österreichischen Grenzübergänge und Zollämter zwischen Wals und dem bayrischen Marzoll:
- der Autobahngrenzübergang „Großer Walserberg“, A 1/A 8 mit Autobahnraststätten und Tankstellen
- der Bundesstraßengrenzübergang „Kleiner Walserberg“, B 1/B 21 nach Bad Reichenhall

Die Verkehrsverbindung über den Walserberg gehört zum deutschen Eck, der wichtigsten, aber exterritorialen Ost-West-Verbindung Österreichs (Autobahn: „Großes deutsches Eck“, über das Inntaldreieck nach Kufstein, Bundesstraße: „Kleines deutsches Eck“, über Bad Reichenhall und Grenze Steinpass nach Lofer und weiter in den Pinzgau und St. Johann in Tirol). An der Grenze am Kleinen Walserberg endet seit 1971 der Verlauf der österreichischen Wiener Straße (B1). Zuvor wurde auch der weitere Verlauf der Straße über deutsches Gebiet sowie weiter nach Tirol und Vorarlberg als Wiener Straße bezeichnet.
Mit der Zugehörigkeit zum Schengenraum sind an beiden Grenzübergängen die Zoll- und Personenkontrollen grundsätzlich eingestellt worden. Seit der Flüchtlingskrise in Europa ab 2015 wurden Personenkontrollen vorübergehend wiedereingeführt.